# Schnaittach
Schnaittach är en köping (Markt) i Landkreis Nürnberger Land i Regierungsbezirk Mittelfranken i förbundslandet Bayern i Tyskland.